# Tendinopathie de la coiffe des rotateurs
 (mai 2022).
Si vous disposez d'ouvrages ou d'articles de référence ou si vous connaissez des sites web de qualité traitant du thème abordé ici, merci de compléter l'article en donnant les références utiles à sa vérifiabilité et en les liant à la section « Notes et références ».
La tendinopathie ou tendinite de la coiffe des rotateurs est une maladie touchant l'épaule.
Aussi appelée épaule douloureuse simple, la TCR correspond à l'apparition de tendinites des muscles de la coiffe des rotateurs. Ces tendinites peuvent être d'origine mécanique ou dégénérative, et peuvent provenir d'un surmenage (hypersollicitation de l'épaule). 
Les symptômes sont proches en cas d'atteinte des muscles eux-mêmes ou de la bourse sous-acromiale (bursite).

## Épidémiologie
C'est la cause la plus fréquente des douleurs de l'épaule et son incidence augmente avec l'âge.
L'atteinte bilatérale est fréquente. 

## Symptômes
Elle se caractérise par une douleur à la mobilisation de l'épaule. En cas de rupture tendineuse, il existe une impossibilité de faire certains mouvements.

## Examen clinique
L'abduction active du bras est douloureuse, en particulier lorsqu'elle atteint 60° par rapport à l'axe du corps, mais cela ne préjuge pas de quel tendon est atteint. La douleur peut être également retrouvée à la rétropulsion du bras ou lors de la résistance à l'adduction du bras, celui-ci étant à 90°, ou celle à la rotation externe du bras.
Une douleur à la palpation de l'épaule doit être également recherchée.
Il peut exister une atrophie musculaire dans la région de l'omoplate, complication tardive d'une rupture partielle ou totale tendineuse.

## Traitement
Les objectifs du traitement sont de soulager la douleur et de réduire l'inflammation. 
Souvent, l'arrêt des mouvements pathologiques, la kinésithérapie, le repos, le glaçage et si besoin, l'utilisation d'analgésiques peuvent suffire.

### Médicaments
Antalgiques et anti-inflammatoires peuvent être prescrits[réf. souhaitée].

### Physiothérapie
Des programmes d'exercices spécifiques sont conçus pour étirer et renforcer l'unité muscle-tendon touché[réf. souhaitée].
Ces programmes durent souvent au moins six mois avant d’envisager d'autres prises en charge.
Leur objectif est également de renforcer les muscles stabilisant l'articulation scapulo-thoracique, afin d'éviter l'altération de la biomécanique de l'épaule.

### Chirurgie
En cas de déchirure complète du tendon, la réparation chirurgicale peut être nécessaire.

## Divers
C'est une pathologie reconnue en France comme maladie professionnelle par le tableau 57 du régime général.